# Bom Jardim de Minas
Bom Jardim de Minas este un oraș în unitatea federativă Minas Gerais (MG), Brazilia.